# تام مکینتاش
تام مکینتاش (انگلیسی: Tom Mackintosh؛ زادهٔ ۳۰ ژانویهٔ ۱۹۹۷) قایقران روئینگ اهل نیوزیلند است.